# 朱塞佩·阿巴尼亚莱
朱塞佩·阿巴尼亚莱（義大利語：Giuseppe Abbagnale，1959年7月24日—），意大利男子赛艇运动员。他曾代表意大利参加1980年、1984年、1988年和1992年夏季奥林匹克运动会赛艇比赛，共收获两枚金牌和一枚银牌。